# Бьерн (Нор)
Бьерн (фр. Bierne) — коммуна во Франции, регион О-де-Франс, департамент Нор, округ Дюнкерк, кантон Кудкерк-Бранш.

## География
Коммуна Бьерн находится в восьми километрах юго-западнее Дюнкерка, в исторической области Фландрия. В её восточной части проходит Бержский канал (Canal de Bergues), через территорию коммуны проложена национальная автострада 225 (Route nationale 225). 
Среди достопримечательностей городка следует отметить церковь Сен-Жери, построенную в 1807 году. 